# Nephodia laevipennis
Nephodia laevipennis là một loài bướm đêm trong họ Geometridae.